# Dahlhausen (Windeck)
Dahlhausen war eine Ortschaft in der Gemeinde Windeck im Rhein-Sieg-Kreis. Sie bildet heute den nördlichen Teil von Ehrenhausen.

## Lage
Dahlhausen liegt auf dem Leuscheid im Tal des Irsenbachs. Nachbarorte sind neben Ehrentalsmühle im Süden: Schabernack im Nordosten, Ückertseifen im Süden, Himmeroth im Westen und Leidhecke im Norden. Dahlhausen liegt an der Landesstraße 312.

## Geschichte
Namensgebend war das mundartliche Hus im Dahl, Haus im Tal. In der Karte von Tranchot (1801–1828) wurde es als Thalhausen eingetragen. Das Dorf gehörte zum Kirchspiel Leuscheid und zeitweise zur Bürgermeisterei Herchen.
1830 hatte Dahlhausen 78 Bewohner.
1845 hatte der Weiler 119 Einwohner in 22 Häusern. Davon waren 14 katholisch, 99 evangelisch und 6 jüdisch.
1888 hatte Ehrentalsmühle 81 Bewohner in 22 Häusern.
1962 wohnten hier 131, 1976 118 Personen.